# وشوگرود (استان اشوی‌داشکسیه)
وشوگرود (به لهستانی: Wyszogród) یک منطقهٔ مسکونی در لهستان است که در گمینا اوپاتوویتس واقع شده‌است.